# 히캄 공군기지

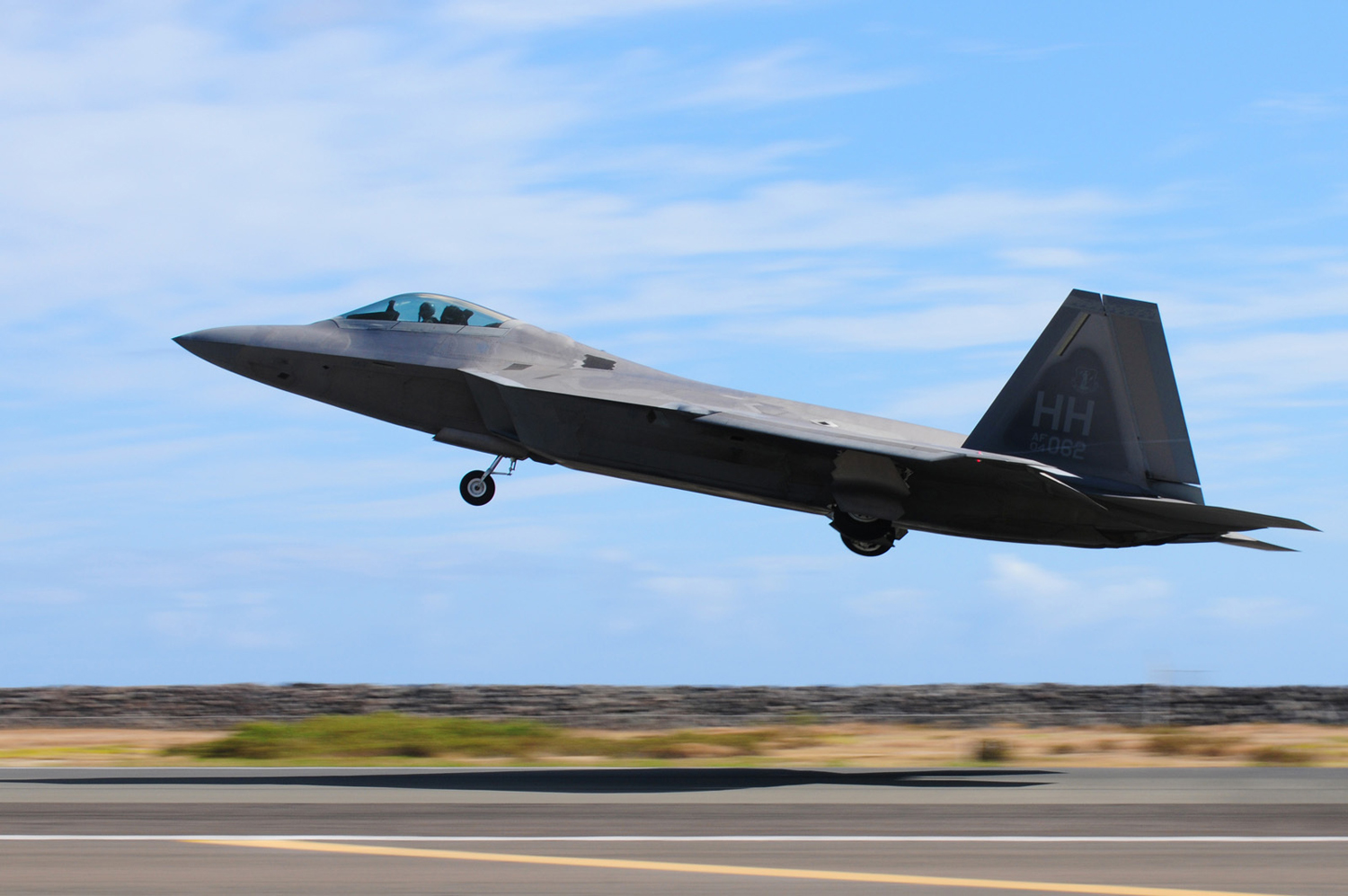
2011년 히캄에서 이륙중인 F-22

히캄 공군기지(Hickam Air Force Base)는 미국 하와이 진주만에 위치한 공군기지이다.

## 역사
제15전투비행대대에 F-22가 배치되어 있다.
2005년 실전배치가 시작된 F-22 전투기가 2008년 하와이에 처음 배치되었다.
2006년 8월 4일, 미국은 F-22 7개 비행대대 가운데 알래스카 엘먼도프 공군기지에 2개 대대, 하와이 히캄 공군기지 1개 대대 등 3개 대대를 태평양에 배치할 계획이며 나머지 4개 비행대대는 버지니아 랭글리 공군기지와 뉴멕시코의 홀러먼 공군기지에 배치할 계획이다.
2018년 5월, 하와이 히캄 공군기지 제154전투비행단 소속 제199전투비행대대의 F-22 8대가 광주 공군기지에 도착해, 맥스선더 훈련에 참가했다. 북한이 크게 반발했다.
2021년 3월 12일, 하와이 히캄 기지 소속 F-22 4대가 일본 야마구치현 이와쿠니 해병항공기지에 도착했다. 나흘 전 오키나와로 떠났던 F-35B 4대의 전력 공백을 충원했다.

## 대한민국
미국 공군은 오키나와 가데나 공군기지, 괌 앤더슨 공군기지, 알래스카 엘먼도프 공군기지, 아일슨 공군기지, 하와이 히캄 공군기지를 통해 유사시 한반도를 지원한다. 전투기가 출격하면 괌에서 2시간, 알래스카에서 8시간, 하와이에서 10시간이면 한반도에 전개된다.